# Porraslampi
Porraslampi är en sjö i kommunen Kuortane i landskapet Södra Österbotten i Finland. Sjön ligger 90,8 meter över havet. Arean är 52 hektar och strandlinjen är 5,11 kilometer lång. Sjön  ingår i Lappo å huvudavrinningsområde.   Den ligger omkring 35 kilometer öster om Seinäjoki och omkring 310 kilometer norr om Helsingfors. 